# John Davies (Musiker)
John Davies (* in Coventry) ist ein englischer Musiker.

## Leben
Davies absolvierte seine Ausbildung in den Fächern Schauspielerei, Tanz und Musik an der 'Pattersons Academy and College'.
Entdeckt wurde John Davies von Sir Andrew Lloyd Webber. 1988 erhielt er als jüngster Darsteller ein Engagement bei Starlight Express in London, wo er zunächst fast jede Rolle spielte, bevor er die Erstbesetzung Greaseball wurde.
Für die deutsche Produktion von Starlight Express kam er 1992 nach Bochum und ging im Jahr darauf nach Berlin, um Captain Jack in dem Musical Shakespeare & Rock 'n' Roll zu verkörpern. Weiterhin folgten Engagements für Space Dream und Herr der Ringe.
Im Jahre 2002 bekam Davies, nachdem er in Berlin bei Falco meets Amadeus erfolgreich den Johnny Klein dargestellt hatte, die Hauptrolle des Sir John im Pomp, Duck and Circumstance.
2004 ging er zuletzt als Monty mit dem Bee-Gees-Musical Saturday Night Fever auf Tournee.
John Davies hat nicht nur einen Namen im Musical-Genre. Auch als Frontman der Bands 'Power Unit', 'Disco Inferno' (Trennung 1/2007) und 'Eighties4ever' erzielte er zahlreiche nationale und internationale Erfolge.
1999 schloss sich Davies mit Mark ’Oh zusammen. Gemeinsam produzierten die beiden Musiker das Hitalbum Rebirth, das Platz 33 der deutschen Albumcharts erreichte. Drei ausgekoppelte Singles (u. a. The Sparrows and the Nightingales) platzierten sich ebenfalls in der deutschen Hitparade.
Seine erste Solo-Single I Promised Myself, die 2000 in Deutschland und der Schweiz Top-50-Platzierungen erreichte, und deren Nachfolger Love Is Everywhere (2002) machten den Sänger u. a. in Europa und Japan bekannt.
Mehrere Fernsehauftritte, unter anderem bei VIVA, MTV, Top of the Pops, Wetten, dass..?, Verstehen Sie Spaß? und NBC GIGA, folgten.
Das neuste musikalische Projekt von John Davies ist Groovalishuss, zusammen mit dem bekannten Schauspieler und Sänger Ron Holzschuh.